# Principio de la correlación de facies
El principio de correlación de facies, también conocido como ley de Walther, expresa que facies contiguas en un medio sedimentario pueden aparecer superpuestas en el registro estratigráfico, y es de gran importancia para la interpretación sedimentológica y la reconstrucción paleogeográfica, ya que caracteriza la capacidad de desplazamiento de los ambientes sedimentarios, en función de la cantidad de aportes y condiciones tectónicas.
La tendencia de las cuencas sedimentarias, en condiciones de estabilidad tectónica, es a la colmatación y es esto lo que determina la superposición de las facies más someras sobre las más profundas.
- Datos: Q6086703